# Josseline Gaël
Pour les articles homonymes, voir Gaël.
Jeannine Blanleuil, dite Josseline Gaël, est une actrice française née le 4 février 1917 à Paris (6e), et morte le 10 août 1995 à Saint-Michel-d'Entraygues.

## Biographie
Josseline Gaël, Jeannine Augustine Jeanne Blanleuil de son nom de naissance complet, est née dans le quartier de Montmartre. Sa mère est concierge à côté des studios Francoeur.
Elle commence à tourner à l'âge de six ans dans le film Un million dans une main d'enfant.
Elle a été la compagne de Jules Berry dont elle a eu une fille, Michelle, née en 1939.
Josseline rencontre Jules en 1935, lorsqu'ils tournent ensemble le film Jeunes Filles à marier. Josseline a alors 18 ans et Jules est dans sa cinquantaine.
Lors de l'Occupation, Josseline Gaël a une liaison avec Antonin « Tony » Saunier, truand officiant pour la Gestapo à Lyon. Il est arrêté en 1944 et fusillé en 1946.
En juin 1945, elle est arrêtée à son tour à Paris, à la suite d'un mandat du parquet de Lyon à son encontre. Elle est incarcérée en décembre 1945 puis jugée.
Son procès commence le 7 avril 1946 à Lyon. Jules Berry témoigne en sa faveur, mais ne vient pas au procès. Elle est condamnée à l'indignité nationale à vie, à la confiscation de ses biens et à vingt ans d'interdiction de séjour dans les départements de la région parisienne, du Var et des Alpes-Maritimes.
En juillet 1947, elle poursuit en justice trois membres FFI et les accuse de lui avoir volé des bijoux d'une valeur totale de sept millions de francs lors d'une perquisition dans son appartement du boulevard Raspail au lendemain de la Libération. Les bijoux sont confisqués à la suite de sa condamnation puis ils sont volés en mai 1948 à l'Hôtel Drouot avant d'être mis aux enchères à la requête de l’administration des Domaines.
En 1950, le Comité d'action de la Résistance proteste contre sa réapparition au théâtre et obtient de l'administrateur du théâtre Édouard-VII la promesse de choisir une autre comédienne.

## Filmographie
- 1921 : Un million dans une main d'enfant  d'Adrien Caillard
- 1924 : Le Stigmate de Maurice Champreux et Louis Feuillade
- 1926 : Simone d'Émile-Bernard Donatien : Simone enfant
- 1930 : Une femme a menti de Charles de Rochefort
- 1930 : L'amour chante de Robert Florey
- 1930 : Les Amours de minuit d'Augusto Genina et Marc Allégret : Fanny
- 1930 : Mitternachtsliebe de Carl Froelich (version allemande du film précédent)
- 1931 : Tout ça ne vaut pas l'amour de Jacques Tourneur
- 1931 : Baleydier de Jean Mamy : Lola
- 1931 : Cœurs joyeux de Hanns Schwarz et Max de Vaucorbeil
- 1931 : Le Monsieur de minuit d'Harry Lachman
- 1931 : Pour un sou d'amour de Jean Grémillon
- 1932 : Monsieur de Pourceaugnac de Gaston Ravel et Tony Lekain
- 1933 : L'Abbé Constantin de Jean-Paul Paulin
- 1933 : Tambour battant d'André Beucler et Arthur Robison
- 1934 : Les Misérables de Raymond Bernard : Cosette adulte
- 1934 : Le Bossu de René Sti : Aurore de Nevers
- 1934 : Un homme en or de Jean Dréville : Marcelle
- 1934 : Les Hommes de la côte d'André Pellenc
- 1935 : Le Monde où l'on s'ennuie de Jean de Marguenat : Suzanne de Villiers
- 1935 : Jeunes Filles à marier de Jean Vallée
- 1935 : Monsieur Sans-Gêne de Karl Anton
- 1935 : Pluie d'or de Willy Rozier
- 1936 : L'Enfant du Danube de Charles Le Derlé et André Alexandre
- 1936 : La Madone de l'Atlantique de Pierre Weill
- 1936 : Monsieur Personne de Christian-Jaque
- 1936 : Puits en flammes de Victor Tourjansky
- 1937 : Un déjeuner de soleil de Marcel Cravenne
- 1937 : Ma petite marquise de Robert Péguy
- 1937 : Un scandale aux Galeries de René Sti
- 1938 : Les Deux Combinards de Jacques Houssin
- 1938 : Le Plus beau gosse de France de René Pujol
- 1938 : Barnabé d'Alexandre Esway
- 1938 : Les Femmes collantes de Pierre Caron
- 1938 : Le Monsieur de cinq heures de Pierre Caron
- 1938 : Remontons les Champs-Élysées de Sacha Guitry
- 1938 : Son oncle de Normandie de Jean Dréville
- 1939 : Face au destin d'Henri Fescourt : L'amie de Claude
- 1939 : Grand-père de Robert Péguy : Solange
- 1940 : L'An 40 de Fernand Rivers
- 1940 : Chambre 13 d'André Hugon : Geneviève d'Antibes
- 1941 : Un chapeau de paille d'Italie de Maurice Cammage
- 1941 : Une vie de chien de Maurice Cammage
- 1941 : La Neige sur les pas d'André Berthomieu
- 1942 : La Main du diable de Maurice Tourneur
- 1943 : Coup de tête de René Le Hénaff : Colette de Saint-Elme
- 1943 : Le Soleil de minuit de Bernard Roland
- 1943 :  Je vous aimerai toujours (T'amero sempre) de Mario Camerini
- 1944 : L'Île d'amour de Maurice Cam

## Théâtre
- 1926 : Le Lit nuptial de Charles Méré, Théâtre de la Renaissance
- 1929 : L'Escalier de service de Georges Oltramare, Théâtre Michel
- 1938 : Le Comédien de Sacha Guitry, Théâtre de la Madeleine
- 1940 : Banco d'Alfred Savoir, Théâtre Marigny
- 1941 : Monsieur de Saint-Obin d'Harwood Picard, Théâtre du Capitole
- 1950 : Cabrioles de Roger Ferdinand, Théâtre Édouard VII
- 1951 : Ce monde n'est pas fait pour les anges de Pascal Bastia, Théâtre Édouard VII